# Graphium macleayanus
Espèce
Répartition géographique
Graphium macleayanus,' Machaon de Macleay dans son nom vernaculaire anglais, littéralement Machaon de Macleay est une espèce de lépidoptères appartenant à la famille des Papilionidae.

## Sous-espèces
Il en existe deux sous-espèces : G. m. macleayanus et G. m. moggana, la deuxième vivant plus au sud que la première.

## Description
La chenille mesure 4 cm de longueur. Elle est verte avec de petits points blancs sur tout le corps et un thorax bossu.
La chrysalide est verte avec de fines lignes jaunes.
L'imago femelle a une envergure de 59 mm tandis que le mâle a une envergure de 53 mm. Le dessus des ailes est vert rayé de blanc et bordé de noir. La face inférieure est d'un vert plus foncé avec des marques noires, blanches et brunes. Les ailes postérieures ont une longue queue.
La période de vol est de novembre à mars.

## Distribution et habitat

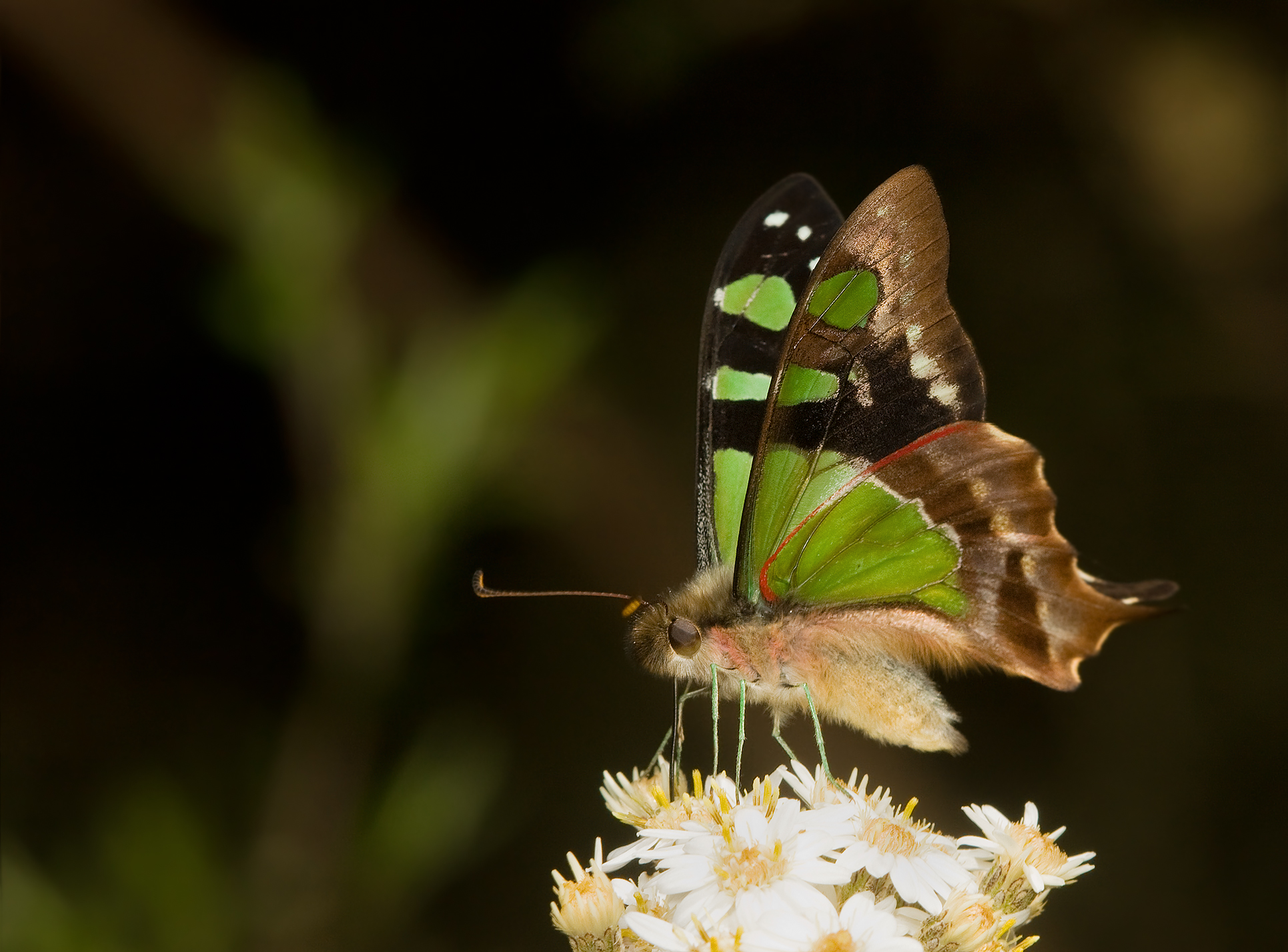
Graphium macleayanus, Gordon Wild Rivers National Park, Tasmanie, Australie

Graphium macleayanus est l'un des Graphium les plus largement répandus en Australie. On le trouve dans l'Est de l'Australie y compris le Territoire de la capitale australienne, la Nouvelle-Galles du Sud, le Queensland, le Victoria et la Tasmanie. C'est le seul Graphium trouvé en Tasmanie. L'espèce a également été trouvée sur les îles Lord Howe et Norfolk, mais plus depuis 1893.
L'habitat de l'espèce inclut les zones urbaines, les forêts, les terres boisées et les landes.

## Plantes hôtes
Les chenilles se nourrissent sur le feuillage des genres Atherosperma, Cinnamomum, Cryptocarya, Daphnandra, Doryphora, Endiandra et Tasmannia.
Les adultes se nourrissent du nectar des fleurs des genres Leptospermum, Lantana et Buddleia.

## Galerie

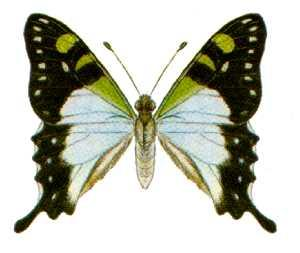